# Campionati pacifico-americani di slittino 2020
I Campionati pacifico-americani di slittino 2020 sono stati la nona edizione dei  campionati pacifico-americani di slittino, manifestazione organizzata annualmente dalla Federazione Internazionale Slittino. Si sono disputati a Whistler, in Canada, dal 12 al 14 dicembre 2019 nell'impianto del Whistler Sliding Centre, il tracciato che ospitò le Olimpiadi invernali del 2010. La località della Columbia Britannica ha ospitato la manifestazione per la seconda volta dopo l'edizione del 2014.
L'evento si è svolto all'interno della terza tappa della Coppa del Mondo 2019/20.

## Singolo donne
L'atleta statunitense Emily Sweeney vinse il suo secondo titolo consecutivo dopo quello conquistato a Lake Placid 2019, sopravanzando le atlete canadesi Carolyn Maxwell e Makena Hodgson, alla loro prima medaglia nella competizione.
| Pos. | Atlete                 | Nazione     | Tempo    | Distacco |
| ---- | ---------------------- | ----------- | -------- | -------- |
|      | Emily Sweeney          | Stati Uniti | 1'17"712 |          |
|      | Carolyn Maxwell        | Canada      | 1'17"881 | +0"169   |
|      | Makena Hodgson         | Canada      | 1'17"914 | +0"202   |
| 4    | Brooke Apshkrum        | Canada      | 1'17"975 | +0"263   |
| 5    | Ashley Farquharson     | Stati Uniti | 1'18"082 | +0"370   |
| 6    | Brittney Arndt         | Stati Uniti | 1'18"083 | +0"371   |
| 7    | Trinity Ellis          | Canada      | 1'18"095 | +0"383   |
| 8    | Verónica María Ravenna | Argentina   | 1'18"203 | +1"491   |
| 9    | Summer Britcher        | Stati Uniti | 1'19"465 | +1"753   |

## Singolo uomini
Nella gara maschile a trionfare è stato  statunitense Tucker West, al suo terzo titolo dopo quelli vinti nel 2015 e nel 2017, davanti al connazionale Chris Mazdzer, detentore del titolo 2019 e già campione nel 2013, nel 2014 e nel 2016, e al canadese Reid Watts, alla sua prima medaglia nella competizione.
| Pos. | Atleti                | Nazione     | Tempo    | Distacco |
| ---- | --------------------- | ----------- | -------- | -------- |
|      | Tucker West           | Stati Uniti | 1'40"156 |          |
|      | Chris Mazdzer         | Stati Uniti | 1'40"298 | +0"142   |
|      | Reid Watts            | Canada      | 1'40"507 | +0"351   |
| 4    | Jonathan Gustafson    | Stati Uniti | 1'40"766 | +0"610   |
| 5    | Colton Dean Clarke    | Canada      | 1'40"919 | +0"763   |
| 6    | Cole Anthony Zajanski | Canada      | -        | -        |
| 7    | Devin Wardrope        | Canada      | -        | -        |
| 8    | Dylan Morse           | Canada      | -        | -        |
| -    | Alexander Ferlazzo    | Australia   | DSQ      | -        |

## Doppio
La gara del doppio è stata vinta dai canadesi Tristan Walker e Justin Snith, al loro quinto titolo dopo quelli conquistati nel 2013, nel 2014, nel 2016 e nel 2018, sopravanzando gli statunitensi Chris Mazdzer e Jayson Terdiman, con Mazdzer alla sua prima medaglia nella specialità biposto e Terdiman già campione nel 2012 e nel 2015 (allora in coppia con Matt Mortensen), e alla coppia canadese tutta al femminile formata da Caitlin Nash e Natalie Corless, con questa partecipazione entrate nella storia dello slittino come primo doppio interamente composto da atlete donne ad aver mai partecipato a una gara di Coppa del Mondo.
| Pos. | Atleti                        | Nazione     | Tempo    | Distacco |
| ---- | ----------------------------- | ----------- | -------- | -------- |
|      | Tristan Walker Justin Snith   | Canada      | 1'17"036 |          |
|      | Chris Mazdzer Jayson Terdiman | Stati Uniti | 1'17"250 | +0"2014  |
|      | Caitlin Nash Natalie Corless  | Canada      | 1'19"339 | +2"303   |

## Medagliere
| Posizione | Nazione     | Oro | Argento | Bronzo | Totale |
| --------- | ----------- | --- | ------- | ------ | ------ |
| 1         | Stati Uniti | 2   | 1       | 0      | 3      |
| 2         | Canada      | 1   | 2       | 3      | 6      |
| Totale    | Totale      | 3   | 3       | 3      | 9      |